# Stefan Ilsanker (slittinista)
Stefan Ilsanker (Berchtesgaden, 6 luglio 1965) è un ex slittinista tedesco occidentale.
Dopo la riunificazione della Germania (1990), ha acquisito la cittadinanza tedesca.

## Biografia
Esordì in Coppa del Mondo nella stagione 1983/84, conquistando il primo podio il 16 dicembre 1984 nel doppio a Sarajevo (3°) in coppia con Georg Hackl, con il quale ha condiviso anche tutti i suoi successivi risultati nella specialità biposto, e la prima vittoria il 12 gennaio 1986 sempre nel doppio a Königssee. In classifica generale, come miglior risultato, si piazzò per due volte al secondo posto nella specialità del doppio: nel 1986/87 e nel 1987/88.
Prese parte ad una edizione dei Giochi olimpici invernali, a Calgary 1988, occasione in cui si piazzò al quarto posto nel doppio.
Ai campionati mondiali ottenne una medaglia d'argento nel doppio: ad Igls 1987. Nelle rassegne continentali vinse una medaglia d'argento nella gara a squadre ad Igls 1990.

## Palmarès

### Mondiali
- 1 medaglia:
  - 1 argento (doppio ad Igls 1987).

### Europei
- 1 medaglia:
  - 1 argento (gara a squadre ad Igls 1990).

### Coppa del Mondo
- Miglior piazzamento in classifica generale nel doppio: 2° nel 1986/87 e nel 1987/88.
- 16 podi (tutti nel doppio):
  - 3 vittorie;
  - 5 secondi posti;
  - 8 terzi posti.

#### Coppa del Mondo - vittorie
| Data             | Luogo     | Paese          | Disciplina             |
| ---------------- | --------- | -------------- | ---------------------- |
| 12 gennaio 1986  | Königssee | Germania Ovest | Doppio con Georg Hackl |
| 14 dicembre 1986 | Sarajevo  | Jugoslavia     | Doppio con Georg Hackl |
| 8 febbraio 1987  | Königssee | Germania Ovest | Doppio con Georg Hackl |